# Deimos (schip, 2008)
De Deimos is een halfafzinkbaar platform dat in 2008 als ENSCO 8500 werd gebouwd door Keppel FELS voor ENSCO (sinds een fusie in 2019 Valaris).
Het ontwerp van ENSCO bestaat uit twee pontons met elk twee kolommen met daarop het werkdek. Naar dit ontwerp liet ENSCO een serie bouwen. 
In 2016 werd de ENSCO 8500 opgelegd in de haven van het Texaanse Brownsville. In augustus 2020 kocht Lone Star Mineral Development LLC, een dochteronderneming van ruimtevaartbedrijf SpaceX, de ENSCO 8500 van eigenaar Valaris dat op dat moment bankroet was. begin 2023 werd het weer verkocht.

## SpaceX
Na de aankoop had SpaceX de ENSCO 8500 en de ENSCO 8501 omgedoopt naar Deimos en Phobos. Daarop werd begonnen met modificatie van de platforms. Ze zouden worden omgebouwd voor ruimtevaart-activiteiten. Het ging om lanceer/landingsplatformen voor hun nieuwe volledig herbruikbare raket Starship met de Super Heavy-boostertrap, die te krachtig zijn om veelvuldig vanaf land te lanceren. Elon Musk maakte in oktober 2020 bekend dat ze lanceerplatforms voor op zee zouden bouwen. Het duurde tot 18 januari 2021 voordat journalisten van ruimtevaartwebsite NASASpaceFlight ontdekten dat de nieuwe eigenaar van de platforms eigenlijk SpaceX is. Op 28 februari 2022 werd het platform uit de haven van Brownsville gesleept om naar Pascagoula te worden gebracht alwaar het platform zou worden omgebouwd. Er werd daar al een jaar aan zusterschip Phobos gewerkt. Begin 2023 werden de platforms verkocht omdat ze minder geschikt dan verwacht bleken. Voor de toekomst wordt een ander type zee-lanceerplatform ontwikkeld.

## Ensco 8500-serie
| Naam       | Werf        | Jaar | IMO-nummer |
| ---------- | ----------- | ---- | ---------- |
| Ensco 8500 | Keppel FELS | 2008 | 8768787    |
| Ensco 8501 | Keppel FELS | 2008 | 8769016    |
| Ensco 8502 | Keppel FELS | 2010 | 8769597    |
| Ensco 8503 | Keppel FELS | 2010 | 8770027    |
| Ensco 8504 | Keppel FELS | 2011 | 8770510    |
| Ensco 8505 | Keppel FELS | 2012 | 8770522    |
| Ensco 8506 | Keppel FELS | 2011 | 8770534    |